# Folke Nilsson (Ivar Nilssons ätt)
Folke Nilsson (Ivar Nilssons ätt), död 1400, var ett svenskt riksråd.

## Biografi
Folke Nilsson var son till konung Eriks rådman Nils Magnusson (Ivar Nilssons ätt) och Ingeborg Knutsdotter (Algotssönernas ätt). Hans skriver sig 1376 till Svanholm, Västra Hargs socken, då han drabbades av en svår sjukdom under en sjöresa till Tyskland. Vilket ledde till att han gjorde en pilgrimsfärd till Vadstena kloster. Folke Nilsson blev mellan 1377–1379 riksråd. Han avled 1400, före 21 april och begravdes i Vadstena kloster.
Han arbetade även som väpnare.

### Egendom
Folke Nilsson ägde jord i Rönö härad i Södermanland, samt Aska härad, Östkinds härad och Vifolka härad i Östergötland.

### Familj
Folke Nilsson gifte sig första gången med Margareta Arvidsdotter (Sparre av Vik), andra gången med Märta Gustavsdotter (Sparre av Vik), dotter till Gustav Arvidsson (Sparre av Vik) och Kristina Petersdotter.
Han gifte sig tredje gången med Ramborg Staffansdotter (Ulvätten) (död mellan 1412–1419), dotter till riddaren Staffan Ulfsson (Ulv) och Haraldsdotter (Gren). Hon var änka efter Ödgisl Sunason (Lillie af Greger Mattssons ätt).